# Магдебургское право в Минске

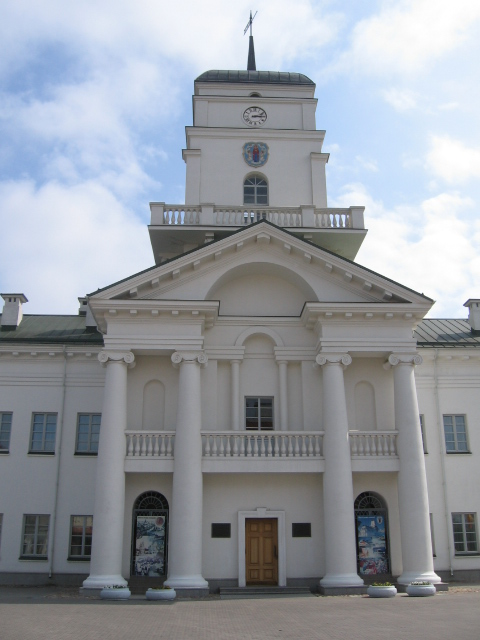
Минская городская ратуша

Магдебургское право было распространено в 1499 году на город Минск, который находился в составе Великого княжества Литовского, поскольку в этот период право на самоуправление городов начало своё распространение на всей территории современной Беларуси
В то время Великое княжество Литовское находилось в постоянном соприкосновении с передовыми западноевропейскими государствами содействовало их развитию в русле мирового экономического, политического и культурного процессов. Эпоха Магдебургского права приходится на времена наивысшего расцвета княжества, когда оно являлась одним из передовых государств Европы.
14 марта 1499 года, Великий князь Литовский Александр Ягеллончик даровал одноимённую грамоту городу Минску, который не был первым из средневековых белорусских городов, получивших грамоту на Магдебургское право. До этого оно было присвоено также Бресту (1390), Гродно (1391), Слуцку (1441) и Высокому (1494) и ещё некоторым другим.
Согласно этой грамоте Минск получал право на формирование органов самоуправления, независимых от власти воевод, панов, старост. Главой городского управления объявлялся назначаемый великим князем — войт, присягавший на распятии в верной службе городу. Под главенством войта, в городе действовал собственный судебный орган — лава, в обязанности которой входило рассмотрение криминальных дел. Непосредственно внутренней политикой города, а также рассмотрением частных и административных судебных дел, занималась избираемая горожанами — рада, во главе которой стояли бургомистры. По окончании срока своих полномочий, бургомистры выступали перед радой с отчетом о проделанной работе. Городская рада и лава совместно образовывали магистрат. Основными задачами магистрата были: централизованный сбор налогов, защита интересов горожан, местных купцов и ремесленников, контроль над городским рынком и др. Открытая деятельность магистрата и строгие подотчетность перед радой и горожанами, были весьма надежными препятствиями для расширения коррупции и других злоупотреблений властью.
Магдебургское право приносило городским жителям освобождение от многочисленных феодальных повинностей, вместо которых, они платили единый большой денежный налог. Вместе с тем, горожане объявлялись лично свободными, получали право на частную земельную собственность, освобождались от власти великокняжеского суда и чиновничества. Таким образом, можно сказать, что города стали центрами ремесла, торговли, культуры, свободомыслия и демократических традиций.

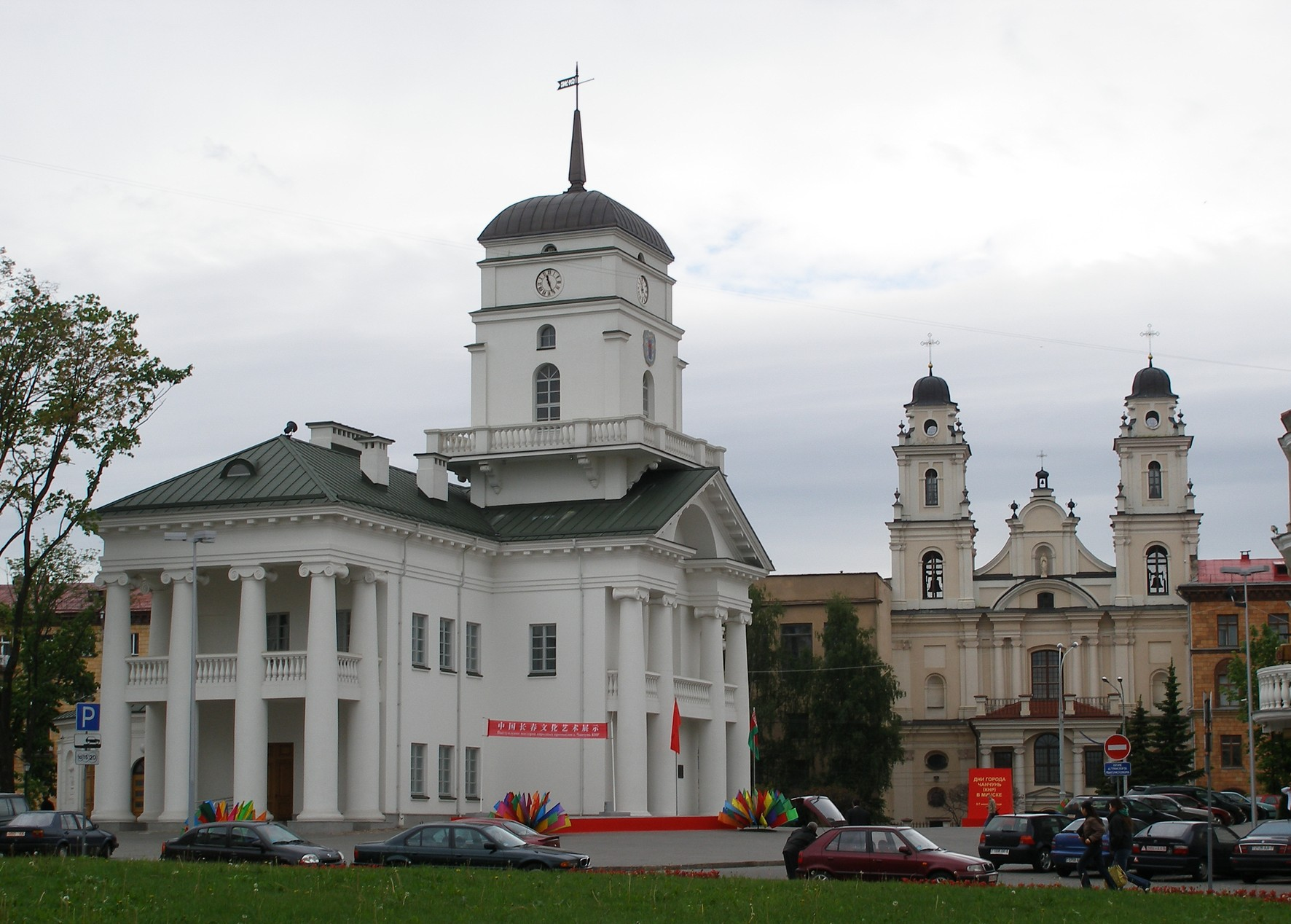
Ратуша и костёл Пресвятой Девы Марии

Отличительной чертой городов получавших Магдебургское право, и своеобразным символом городской свободы являлась — ратуша. В Минске первая деревянная ратуша была построена в начале XVI века. Уже в 1582 году вместо старого здания, было построено новое — каменное, которое располагалось на территории Верхнего рынка.
Кроме ратуши, после 1499 года, Минск получил право на свой собственный герб, существование которого свидетельствовало о довольно высоком экономическом и культурном уровне города. Герб присутствовал на печати города, чем подчеркивалась его независимость от княжеской или королевской власти.

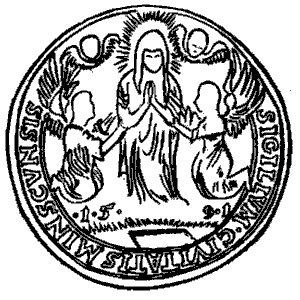
Герб Минска после получения магдебургского права (1499)

Магдебургское право просуществовало до присоединения центральной части Белоруссии к Российской империи. На основе магдебургского права в 1785 году в России была составлена Грамота на права и выгоды городам Российской империи (также известная как «Жалованная грамота городам»). В дальнейшем это городовое положение было введено западных губерниях (в Минске — с 1795 года), и ратуши заменили городовые магистраты. Указом императора Николая Первого в 1831 году магдебургское право было официально отменено по всей империи, а бывшее здание ратуши, в котором последовательно размещались магистрат, музыкальная школа и театр, в 1852 году было снесено (восстановлено в 2003 году).